# Zjednoczona Prawica
Zjednoczona Prawica (Kurzbezeichnung ZP), deutsch Vereinigte Rechte, ist ein Wahlbündnis in Polen. Es umfasst verschiedene EU-skeptische, konservative, nationalkonservative und christdemokratische Parteien. Sämtliche Parteien des Wahlbündnissen mit Vertretern im Europäischen Parlament gehören der Fraktion der Europäischen Konservativen und Reformer an.

## Zusammensetzung
| Parteiname | Parteiname                     | dt. Übersetzung               | Parteivorsitzender | Beitrittsjahr | Mandate | Mandate | Mandate | Mandate |
| Parteiname | Parteiname                     | dt. Übersetzung               | Parteivorsitzender | Beitrittsjahr | Sejm    | Senat   | Europa  | Sejmiks |
| ---------- | ------------------------------ | ----------------------------- | ------------------ | ------------- | ------- | ------- | ------- | ------- |
|            | Prawo i Sprawiedliwość         | Recht und Gerechtigkeit       | Jarosław Kaczyński | 2014          | 193/460 | 38/100  | 24/52   | 206/552 |
|            | Solidarna Polska               | Solidarisches Polen           | Zbigniew Ziobro    | 2014          | 20/460  | 2/100   | 2/52    | 19/552  |
|            | Partia Republikańska 1         | Republikanische Partei        | Adam Bielan        | 2021          | 9/460   | 1/100   | 1/52    | 6/552   |
|            | OdNowa Rzeczypospolitej Polski | Erneuerung der Republik Polen | Marcin Ociepa      | 2021          | 5/460   | 0/100   | 0/52    | 4/552   |
|            | Stronnictwo Piast              | Partei Piast                  | Zdzisław Podkański | 2014          | 0/460   | 0/100   | 0/52    | 0/552   |
|            | Unabhängige                    | –                             | –                  | 2020          | 2/460   | 5/100   | 0/52    | 1/552   |

## Ehemalige Mitglieder
| Parteiname | Parteiname               | dt. Übersetzung              | Beitrittsjahr | Austrittsjahr | Austrittsgrund           |
| ---------- | ------------------------ | ---------------------------- | ------------- | ------------- | ------------------------ |
|            | Prawica Rzeczypospolitej | Die Rechte der Republik      | 2015          | 2017          | politische Differenzen   |
|            | Partia Republikańska     | Republikanische Partei       | 2017          | 2019          | Partei wurde aufgelöst   |
|            | Polska Razem             | Polen Zusammen               | 2017          | 2019          | ging in Porozumienie auf |
|            | Wolni i Solidarni        | Die Freien und Solidarischen | 2018          | 2019          | politische Differenzen   |
|            | Porozumienie             | Verständigung                | 2017          | 2021          | politische Differenzen   |

## Wahlergebnisse
| Jahr | Sejm      | Sejm       | Sejm    | Sejm    | Sejm    | Senat   | Senat   | Karte (Wahlkreise) | Position                         |
| Jahr | Stimmen   | Stimmen    | Stimmen | Mandate | Mandate | Mandate | Mandate | Karte (Wahlkreise) | Position                         |
| Jahr | Anzahl    | %          | ±       | Anzahl  | ±       | Anzahl  | ±       | Karte (Wahlkreise) | Position                         |
| ---- | --------- | ---------- | ------- | ------- | ------- | ------- | ------- | ------------------ | -------------------------------- |
| 2015 | 5.711.687 | 37,58 (1.) | 7,69    | 235/460 | 78      | 61/100  | 30      |                    | Regierung (Szydło, Morawiecki I) |
| 2019 | 8.051.935 | 43,59 (1.) | 6,01    | 235/460 | —       | 48/100  | 13      |                    | Regierung (Morawiecki II)        |

| Jahr | Kandidat     | Wahlgang I | Wahlgang I | Wahlgang II | Wahlgang II | Anmerkung                           |
| Jahr | Kandidat     | Stimmen    | %          | Stimmen     | %           | Anmerkung                           |
| ---- | ------------ | ---------- | ---------- | ----------- | ----------- | ----------------------------------- |
| 2015 | Andrzej Duda | 5.179.092  | 34,76 (1.) | 8.719.281   | 51,55 (1.)  | Gegen Bronisław Komorowski gewonnen |
| 2020 | Andrzej Duda | 8.450.513  | 43,50 (1.) | 10.440.648  | 51,03 (1.)  | Gegen Rafał Trzaskowski gewonnen    |

| Jahr | Sejmiks | Sejmiks | Sejmiks | Sejmiks | Powiats | Powiats | Powiats | Powiats | Gminas  | Gminas  | Stadtpräsidenten, Bürgermeister, Gemeindevorsteher | Stadtpräsidenten, Bürgermeister, Gemeindevorsteher |
| Jahr | Stimmen | Stimmen | Mandate | Mandate | Stimmen | Stimmen | Mandate | Mandate | Mandate | Mandate | Mandate                                            | Mandate                                            |
| Jahr | %       | ±       | Anzahl  | ±       | %       | ±       | Anzahl  | ±       | Anzahl  | ±       | Anzahl                                             | ±                                                  |
| ---- | ------- | ------- | ------- | ------- | ------- | ------- | ------- | ------- | ------- | ------- | -------------------------------------------------- | -------------------------------------------------- |
| 2014 | 26,89   | 3,82    | 171/555 | 30      | 23,53   | 6,29    | 1517    | 432     | 3673    | 788     | 124                                                | 87                                                 |
| 2018 | 34,13   | 7,25    | 254/552 | 83      |         |         |         |         |         |         |                                                    |                                                    |

| Jahr | Stimmen   | Stimmen    | Stimmen | Mandate | Mandate |
| Jahr | Anzahl    | %          | ±       | Anzahl  | ±       |
| ---- | --------- | ---------- | ------- | ------- | ------- |
| 2014 | 2.246.870 | 31,78 (2.) | 4,48    | 19/51   | 4       |
| 2019 | 6.192.780 | 45,38 (1.) | 13,60   | 27/52   | 8       |